# Звенигородский район
Звенигоро́дский райо́н (укр. Звенигородський район) — административная единица в центре Черкасской области Украины. Административный центр — город Звенигородка.

## География
Территория Звенигородского района находится на правобережье Днепра, в центре Черкасской области, в лесостепной физико-географической зоне, в границах Приднепровской возвышенности.
Площадь района в старых границах (до 2020 года) составляла 1010 км², площадь сельскохозяйственных угодий — 639,22 км².
Рельеф района равнинный с пологими оврагами и многочисленными долинами рек.
Территория района богата полезными ископаемыми, среди которых в основном топливные и строительные материалы: бурый уголь, бентонитовые глины, каолина, строительные пески, строительный камень, а также источники радоновых вод.

## История
Согласно археологическим раскопкам 1996 года установлено, что поселения людей на территории Звенигородщины были ещё во времена каменного века. В частности, раскопки Рижаневского кургана показали, что здесь жили люди в скифскую эпоху, более двух с половиной тысяч лет назад. Также были найдены следы Трипольской и Черняховской археологических культур.
Первые упоминания о Звенигородке, центре одноимённого района, относятся к 1394 году. Тогда, до ордынского нашествия, город имел замок и укреплённый частокол. К середине XVI века эти территории вошли в состав Речи Посполитой. В этот период произошло восстание Колиивщина. А с 1793 года земли района вошли в состав Российской Империи.
В революционном 1917 году на территории района образовалось Всеукраинское движение «свободное казачество». Одним из известных лидеров был атаман Юрий Тютюнник. Заметным событием на территории района стало звенигородско-таращенское восстание. В современном виде как Звенигороский район в составе Украинской Советской социалистической Республики территория оформилась 12 апреля 1923 года согласно постановлению 2 сессии ВУЦИК 7-го созыва.
Во время Великой Отечественной войны (28 января 1944 года) на территории района в Звенигородке произошло соединение 1-го и 2-го Украинских фронтов.
12 ноября 1959 года к Звенигородскому району была присоединена часть территории упразднённого Ольшанского района.
17 июля 2020 года в результате административно-территориальной реформы район был укрупнён, в его состав вошли территории:
- Звенигородского района,
- Катеринопольского района,
- Корсунь-Шевченковского района,
- Лысянского района,
- Тальновского района,
- Шполянского района,
- частично Городищенского района (Ольшанская и Селищская общины),
- а также города областного значения Ватутино.

## Население
Численность населения района в границах до 17 июля 2020 года по состоянию на 1 января 2020 года — 42 176 человек, из них городского населения — 3250 человек (города Звенигородка и Ватутино), сельского — 25 533 человек.
На территории района в границах до 17 июля 2020 года находится 40 населённых пунктов, из которых 2 города (Ватутино, Звенигородка), 38 сельских населённых пунктов.
Численность населения района в границах после 17 июля 2022 года на период 2022 года составляет 193 тысячи человек. Из них городского - 67 709 (города Звенигородка, Ватутино, Шпола и Тальное), посёлков городского типа - 16 655 (Катеринополь и Стёблев), сельского - 115 151

## Административное устройство
Район в укрупнённых границах с 17 июля 2020 года делится на 17 территориальных общин (громад), в том числе 4 городские, 5 поселковых и 8 сельских общин (в скобках — их административные центры):
- Городские:
  - Звенигородская городская община (город Звенигородка),
  - Ватутинская городская община (город Ватутино),
  - Тальновская городская община[укр.] (город Тальное),
  - Шполянская городская община (город Шпола);
- Поселковые:
  - Ерковская поселковая община (пгт Ерки),
  - Катеринопольская поселковая община (пгт Катеринополь),
  - Лысянская поселковая община (пгт Лысянка),
  - Ольшанская поселковая община (пгт Ольшана),
  - Стеблёвская поселковая община (пгт Стеблёв);
- Сельские:
  - Бужанская сельская община (село Бужанка),
  - Виноградская сельская община (село Виноград),
  - Водяникская сельская община (село Водяники),
  - Липянская сельская община (село Липянка),
  - Матусовская сельская община (село Матусов),
  - Мокрокалигорская сельская община (село Мокрая Калигорка),
  - Селищенская сельская община (село Селище),
  - Шевченковская сельская община (село Шевченково).

## Инфраструктура
На сегодняшний день на территории района функционирует Звенигородская центральная районная больница, коммунальное учреждение «Звенигородский Центр первичной медико-санитарной помощи», станция скорой медицинской помощи «Областной центр экстренной медицинской помощи и медицины катастроф», а также ряд частных аптек.
В районе действуют 36 общеобразовательных школ, а на базе Стецковской общеобразовательной школы действует Малая академия народных искусств. Есть филиалы Восточноевропейского университета экономики и менеджмента и Черкасского инженерно-технологического университета. Также школа-интернат с углубленным изучением предметов гуманитарно-эстетического профиля и 2 профессионально-технических училища.

## Достопримечательности
- Национальный заповедник «Родина Тараса Шевченко»[укр.], в состав которого входит Литературно-мемориальный музей Тараса Шевченко[укр.] в селе Шевченково, где прошло детство поэта

## Известные уроженцы
- Стеблевский Алексей Кузьмич (1911—1999) — Герой Советского Союза; родился в Звени́городке.
- Тютюнник Юрий Осипович (1891—1930) — генерал-хорунжий армии УНР; родился в Буди́щах.
- Шевченко Тарас Григорьевич (1814—1861) — поэт, прозаик, художник, этнограф; родился в Мо́ринцах.